# Eden College
Eden College é uma universidade localizada em Dublin, na Irlanda. Possui qualidade acadêmica, experiências culturais e sociais. Esta instituição é particular e não ligada a entidades religiosas ou organizações independentes.
Eden College é parte de uma organização de aprimoramento acadêmico que está amplamente focada no desenvolvimento da educação como base do conhecimento. Possui professores nativos da língua inglesa e uma ampla opção de cursos acadêmicos desde a sua primeira turma em 1999. Desde este período, a oganização ampliou o seu quadro de funcionários, cursos oferecidos e abertura de duas novas unidades, uma em Bray (cidade próxima a Dublin, na Irlanda) e a outra em Londres (Inglaterra). 
Outro diferencial da instituição é o foco no ensino de Inglês para não-falantes. Atualmente, a faculdade possui um mix de nacionalidades abrangente, proporcionando oportunidade dos estudantes de interagir com pessoas de outros países.

## Campus
Unidades na Irlanda
Dublin na 7, Burgh Quay. Região central de Dublin na Irlanda.
Bray na 14 Quinsborough Road, em Bray na Irlanda.

Unidade da Inglaterra
Londres na 401 Mile End Road